# ホルミウム
ホルミウム (英: holmium [ˈhoʊlmiəm]) は原子番号67の元素。元素記号は Ho。希土類元素の一つ（ランタノイドにも属す）。

## 名称
ペール・テオドール・クレーベが名付けた。ストックホルムのラテン名 holmia にちなむ。

## 性質
銀白色の金属で、常温、常圧での安定構造は六方最密充填構造 (HCP)。比重は8.80、融点は1461 °C、沸点は2600 °C（融点、沸点とも異なる実験値あり）。
空気中で表面が酸化され、高温下で全体が燃えて酸化物になる。水にゆっくりと溶ける。酸に易溶。ハロゲンと反応する。安定な原子価は3価。希土類金属で最大の磁気モーメントを持つ。

## 用途
希少で高価なこともあり、あまり利用されていないが、YAGレーザーの添加物として利用される。

## 歴史
1878年に、マーク・ドラフォンテーヌとジャック・ソレのスイス人グループが、1879年にスウェーデン人のペール・テオドール・クレーベが各々独立に発見した。
1911年に、完全な単体として得られた。